# Iešige Tokugawa
Iešige Tokugawa (japonsky 徳川 家重, Tokugawa Iešige; 28. ledna 1712 – 13. července 1761) byl devátým šógunem Tokugawské dynastie, který vládl od roku 1745 do svého odstoupení v roce 1760. Byl synem Jošimunea Tokugawy, vnukem Micusady Tokugawy, pravnukem Jorinobua Tokugawy a prapravnukem Iejasua Tokugawy.

## Dětství
Byl prvním synem Jošimunea Tokugawy a jeho matka byla dcerou Tadanao Okubo, známá jako Osuma no kata. Jeho dětské jméno bylo Nagatomi-maru. Ceremoniál dospělosti genpuku podstoupil v roce 1725. Jeho první manželka, Nami-no-mija, byla dcerou prince Fušimi-no-mija Kuninaga (伏見宮 邦永親王). Jeho druhá manželka, Okó, byla dcerou jednoho z dvořanů, který následoval jeho první manželku z Císařského dvora na dvůr šóguna do Eda. Tato druhá manželka, známá svou přátelskou povahou, byla matkou Iehara, který se stal dědicem Iešigea.

## Šógun Iešige (1745 - 1760)
V Enkjó 2 se Iešige stal šógunem.
Iešige trpěl chronickou chorobou dýchání a několika řečovými defekty. Jošimuneův výběr Iešigea za svého dědice vyvolal velké neshody v šógunátu kvůli jeho mladším bratrům Munetaku Tokugawovi a Munetadu Tokugawovi, kteří se zdáli mnohem vhodnějšími kandidáty. Jošimune trval na svém rozhodnutí v souladu s konfuciálním principem primogenitury; Iešige pokračoval v úloze formální hlavy šógunátu. Jošimune řídil státní záležitosti i po svém oficiálním odchodu do ústraní v roce 1745. Jeho pozornost měla za cíl ujistit se, že Iešige je ve svém úřadě v bezpečí. Iešige zůstal šógunem až do roku 1760.
Iešige se nezajímal o vládní záležitosti a nechal všechny rozhodnutí na svém komorníkovi Tadamicu Ooka (1709-1760). Oficiálně se vzdal úřadu šóguna v roce 1760, přijal titul Ógošo a jmenoval svého prvního syna Ieharu Tokugawa za 10. šóguna. Zemřel následující rok.
Iešigeho druhý syn, Šigejoši Tokugawa, se stal zakladatelem klanu Šimizu Tokugawa, který spolu s Tajasu a Hitocubaši (založenými mladšími bratry Iešigea) se stali gosankjó, třemi vedlejšími větvemi klanu Tokugawa, ze kterých mohli být v budoucnosti vybráni šóguni, pokud by vymřela hlavní linie. Připojili se k existujícím třem vedlejším větvím gosanke, v kterých se narodil i otec Iešigea, Jošimune.
Iešigeho vláda, pronásledovaná přírodními katastrofami, korupcí, obdobími hladu, nouzí obchodníků a jeho neohrabaností v řešení těchto problémů, byla velmi slabá.
Iešigeho posmrtný titul byl Džunšin-in a jeho hrob byl v mauzoleu rodiny Tokugawa v Zódžódži v okrese Šiba v Edě. Jeho pozůstatky byli exhumované a podrobené vědeckému zkoumání v letech 1958-1960. Bylo zjištěné, že jeho zuby byly zahnuté a zdeformované, v souladu s historickými záznamy byla jeho řeč defektní a jeho krevní skupina byla typu A.

## Éry Iešigeho vlády
Roky, v kterých byl Iešige šógunem, jsou specificky identifikovány více než jedním názvem éry nebo nengó.
- Enkjó (1744 - 1748)
- Kanen (1748-1751)
- Hóreki (1751-1764)